# رام كمال موخرجي
رام كمال موخرجي (بالإنجليزية: Ram Kamal Mukherjee)‏ هو صحفي ومؤلف وناقد سينمائي هندي، ولد في 1977 في كلكتا في الهند.

## وصلات خارجية
- رام كمال موخرجي على موقع IMDb (الإنجليزية)